# 플레이스테이션 컨트롤러
플레이스테이션 컨트롤러(PlayStation controller)는 소니 컴퓨터 엔터테인먼트가 플레이스테이션 가정용 비디오 게임기용으로 출시한 최초의 게임패드이다. 오리지널 버전(모델 SCPH-1010)은 1994년 12월 3일 플레이스테이션과 함께 출시되었다.

## 디자인
닌텐도의 슈퍼 NES 컨트롤러에서 확립된 기본 버튼 구성을 기반으로, 플레이스테이션 컨트롤러는 중지용 두 번째 숄더 버튼 쌍을 추가했다. 플레이스테이션이 생성하도록 설계된 3D 환경을 탐색하기 위해 게임패드를 업데이트하려는 의도에서, 검지와 중지 모두에 숄더 버튼을 배치하는 개념은 두 세트의 버튼을 사용하여 양방향 깊이 제어를 구현하는 것이었다. 중지 위치를 숄더로 옮겨 그립이 덜 안정적인 것을 보완하기 위해 컨트롤러에 손잡이가 추가되었다.
전통적으로 사용되는 문자나 숫자 대신 녹색 삼각형, 빨간색 원, 파란색 십자가, 분홍색 사각형(, , , )의 단순한 기하학적 모양을 사용하여 액션 버튼을 표시함으로써 플레이스테이션 컨트롤러는 플레이스테이션 브랜드에 크게 통합될 상표를 확립했다. 오리지널 플레이스테이션 컨트롤러의 디자이너인 고토 테이유와의 인터뷰에서 그는 기호의 의미를 설명했다: 원과 십자가는 각각 "예"와 "아니오"를 나타낸다 (일본 문화에서 흔히 볼 수 있는 것으로, 대부분의 일본 플레이스테이션 게임에서 "확인" 및 "취소"로 흔히 사용되며, 유사한 기능을 가진 슈퍼 NES 컨트롤러의 A 및 B 버튼과 유사하게 배치된다). 삼각형은 관점을 상징하며 사각형은 메뉴에 액세스하는 데 사용되는 종이 시트와 동일시된다. 서양 출시에서는 원과 십자가 기능이 종종 반전되거나 (취소는 원, 확인은 십자가) 다른 버튼에 재할당된다 (확인은 십자가, 취소는 삼각형).
플레이스테이션 2 콘솔은 오리지널 플레이스테이션 주변기기와의 하위 호환성 덕분에 오리지널 플레이스테이션 콘솔과 동일한 커넥터 및 프로토콜을 사용하므로 오리지널 플레이스테이션 컨트롤러와 하위 호환된다. 그러나 아날로그 스틱과 압력 감지 버튼이 없기 때문에 많은 PS2 게임에서는 기능이 제한된다.

## 역사
쿠타라기 켄은 컨트롤러의 디자인에 대해 다음과 같이 회고했다. 
개발 과정에서 우리는 모든 가능한 조이패드 상황을 시뮬레이션했습니다. 게임을 매핑하는 동안 패드를 계속 내려놓아야 하는 상황이나 바닥에 누워 플레이하는 상황 등 많은 경우를 상상했습니다. 그 후 버튼과 패드 자체의 무게를 결정해야 했습니다. 우리는 무게를 1그램씩 조절했고 결국 올바른 균형을 찾았습니다. 조이패드 개발에 기기 본체 개발만큼이나 많은 시간을 보냈을 것입니다.

고토와 쿠타라기 모두 소니 사장 오가 노리오가 컨트롤러 개발에 특별한 관심을 보였으며 최종 버전을 강력하게 지지했다고 회고했다.
플레이스테이션이 1995년 9월 9일 북미, 9월 29일 유럽에 각각 출시될 때, 플레이스테이션 컨트롤러의 개정 버전(모델 SCPH-1080)이 해당 지역의 출시 모델과 함께 도입되었다. 이 모델은 오리지널 일본 출시 모델보다 10% 더 크며, 그립 핸들이 약간 더 길고 페라이트 비드가 있는 더 긴 코드를 특징으로 한다. 이 컨트롤러 모델은 이후 모든 플레이스테이션 콘솔에 번들로 제공되었으며, 1996년 4월 2일 일본에서 나중에 출시되었다.
1997년 듀얼 아날로그 컨트롤러를 잠시 판매한 후, 소니는 같은 해 듀얼쇼크 컨트롤러를 도입하면서 플레이스테이션 컨트롤러의 단계적 단종을 시작했으며, 듀얼쇼크는 그 시점부터 플레이스테이션의 새로운 표준 컨트롤러가 되었다. 듀얼쇼크(및 듀얼 아날로그) 컨트롤러의 사용을 명시적으로 요구하는 첫 번째 게임인 에이프 이스케이프는 듀얼쇼크의 초기 출시 후 2년이 지나서야 출시되었다.